# Lille Koldewey
Lille Koldewey är en ö i Grönland (Kungariket Danmark). Den ligger i den nordöstra delen av Grönland, 1 800 km nordost om huvudstaden Nuuk.